# Gilling Castle
Gilling Castle er en borg nær Gilling East i North Yorkshire, England.
Bygningens historie kan spores tilbage til 1100-tallet, hvor stedet var ejet af Etton-familien.
Det er listed building af første grad.